# الخركية
الخركية وهي قرية تتبع مدينة اللطيفية وتقع في محافظة بغداد وسط العراق.